# Jan Lindenau

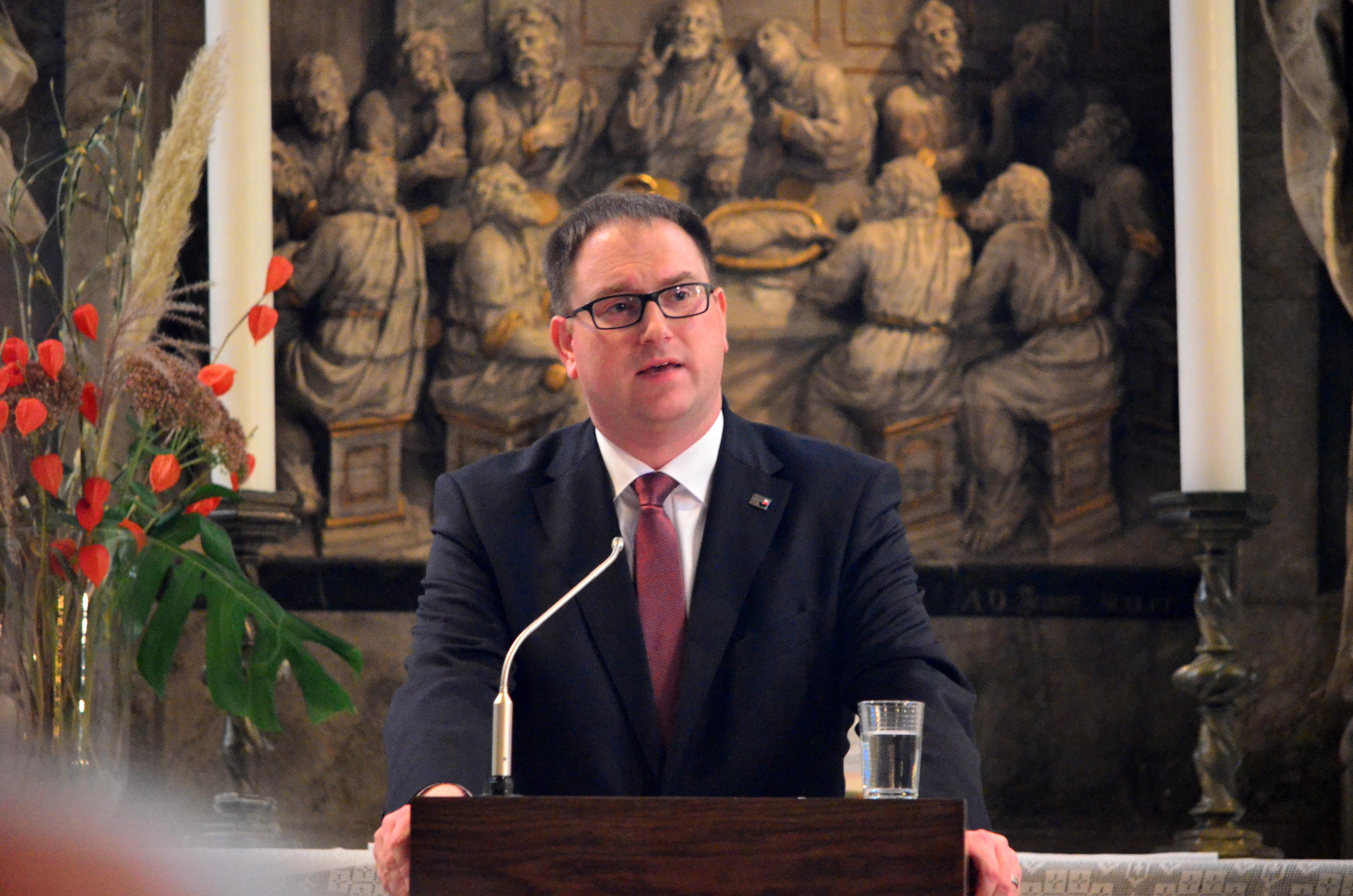
Lindenau, als Vormann der Neuen Hanse bei einem Vortrag in der Martinikirche in Braunschweig, 2019

Jan Lindenau (* 14. Juni 1979 in Lübeck) ist ein deutscher Kommunalpolitiker (SPD). Seit dem 1. Mai 2018 ist er Lübecker Bürgermeister.

## Leben
Lindenau besuchte die Emanuel-Geibel-Schule in Lübeck, die er 1996 mit der Mittleren Reife verließ. Von 1996 bis 1999 erlernte er den Beruf des Bankkaufmanns an der Hanse-Schule für Wirtschaft und Verwaltung, seit 1999 war er in diesem Beruf tätig.
Seit 2000 ist er Mitglied der SPD, drei Jahre später erlangte er als Vorsitzender des Jugendhilfeausschusses der Hansestadt Lübeck sein erstes politisches Mandat, das er bis 2012 innehatte.
Im Jahr 2011 wurde er in die Lübecker Bürgerschaft gewählt. 2013 wurde er  Vorsitzender der SPD-Fraktion und Mitglied des Ältestenrates sowie Vorsitzender des Hauptausschusses. Lindenau war bis 2018 außerdem im Aufsichtsrat verschiedener städtischer Unternehmen vertreten.
Im November 2016 kündigte Lindenau seine Kandidatur für das Amt des Bürgermeisters der Hansestadt Lübeck an. Der amtierende Bürgermeister Bernd Saxe hatte auf eine erneute Kandidatur verzichtet. Am 11. Februar 2017 wurde Lindenau auf dem Kreisparteitag der Lübecker SPD offiziell zum Kandidaten gekürt.
Lindenau setzte sich in der Stichwahl am 19. November 2017 mit 50,9 % der abgegebenen Stimmen gegen die parteilose Kathrin Weiher durch. Er übernahm das Amt des Bürgermeisters am 1. Mai 2018 von Saxe. Umstrittene Entscheidungen Lindenaus in der ersten Amtszeit betrafen das Heiligen-Geist-Hospital und das Buddenbrookhaus.
Bei der Bürgermeisterwahl 2023 gewann Lindenau  in der Stichwahl am 26. November gegen die CDU-Kandidatin Melanie Puschaddel-Freitag, Tochter des früheren Stadtpräsidenten Klaus Puschaddel (CDU), mit 65,8 % der abgegebenen Stimmen. Es war das beste Ergebnis für einen Kandidaten bei der gleichzeitig historisch niedrigsten Wahlbeteiligung von 27,1 %.
Im Jahr 2024 genehmigte Lindenau trotz bestehender Haushaltssperre eine After-Work-Party für Lübecker Verwaltungsangestellte mit Kosten von über 40.000 Euro, was ihm sowohl innerhalb der Bevölkerung als auch in der überregionalen Presse Kritik einbrachte. Laut Lindenau sei die Stadt Lübeck "vertraglich gebunden" gewesen. Trotz eines Haushaltsdefizites im Vorjahr von knapp 95 Mio. Euro kündigte Lindenau auch 2025 an, eine After-Work-Party veranstalten zu wollen.

## Privates
Lindenau ist verheiratet und hat einen Sohn. Er lebt im Lübecker Stadtteil Sankt Lorenz.